# Френгер, Вильгельм
Вильгельм Френгер (нем. Wilhelm Fraenger; 5 июня 1890, Эрланген, Бавария — 19 февраля 1964, Потсдам, Пруссия) — немецкий историк искусства.

## Биография
Вильгельм Френгер в 1896—1900 годах учился в начальной школе в Эрлангене, а затем до 1910 года в гуманистической средней школе в Эрлангене, Ингольштадте и Кайзерслаутерне. С 1910 по 1918 год изучал историю искусств под руководством Генрихa Тоде и Карла Ноймана, германистику и историю, а также немецкий фольклор (лекции с Ойгеном Ферле) в Гейдельбергском университете. 4 июня 1917 года он получил докторскую степень за диссертацию «Анализ изображений Ролана Фреара де Шамбре» (Die Bildanalysen des Roland Fréart de Chambray). Во время Первой мировой войны Френгер был рядовым запасного пехотного батальона Карлсруэ.
С 1915 по 1918 год Вильгельм Френгер — ассистент Института истории искусств Гейдельбергского университета. Затем он отказался от университетской карьеры и с 1918 по 1927 год работал в качестве независимого писателя. Он совершил поездки в Голландию, Францию и Швейцарию. В 1919 году основал Гейдельбергский кружок «Сообщество» (Die Gemeinschaft), который летом 1921 года пришлось распустить из-за финансовых проблем. В число участников кружка входили Нетти Райлинг, Карл Цукмайер, Карло Мирендорф, Теодор Хаубах, Ханс Фер, Оскар Кокошка и Ханс Принцхорн, а также члены семьи Готейн. О деятельности этого кружка и роли Френгера подробно сообщает в своих мемуарах Карл Цукмайер.
В 1920 году Вильгельм Френгер женился на своей давней подруге Густель (Огюст) Эсслингер. В 1927 году он был назначен директором библиотеки замка Мангейма, которую в 1932 году реорганизовал в городскую и университетскую библиотеку, объединив её с библиотекой коммерческой школы. После прихода к власти национал-социалистов в 1933 году Френгер был уволен по политическим причинам. В том же году он опубликовал том «Эвридика» для Мангеймского библиофильского общества, основанного в 1931 году, секретарём которого он был.
В 1935 году Френгер переехал из Мангейма в Гейдельберг, а в 1938 году в Берлин, где стал художественным руководителем театра Шиллера под руководством Генриха Георга. Во время Второй мировой войны Вильгельм Френгер потерял жильё во время воздушного налета на Берлин в 1941 году и был эвакуирован в Пэвезин недалеко от Бранденбурга-на-Гавеле.
В 1946 году в Бранденбурге-на-Гавеле Вильгельм Френгер стал членом городского совета и взял на себя руководство Управлением народного образования под началом мэра Фрица Ланге. С 1953 по 1959 год Френгер был научным сотрудником Института (немецкого) фольклора Академии наук ГДР в Берлине, а с 1954 года — заместителем директора. В 1955 году он был назначен профессором. В 1960 году к своему 70-летию со дня рождения он получил орден «За заслуги перед отечеством».
В 1951 году Вильгельм Френгер был одним из основателей литературного журнала «Castrum Peregrini». Вильгельм Фрегнер поддерживал дружеские отношения со многими художниками и интеллектуалами своей эпохи на протяжении нескольких десятилетий. Об этом свидетельствует сохранившаяся переписка. Учёный скончался в Потсдаме в возрасте 73 лет.

## Научное творчество
Френгер изучал эпоху Крестьянской войны в Германии и мистику позднего средневековья. Он написал важные исследования о творчестве художников Йорга Ратгеба, Маттиаса Грюневальда и Иеронима Босха. Его работы о Босхе в своё время имели большое влияние, поскольку в них творчество художника впервые рассматривалось с точки зрения оккультизма и эзотерического мистицизма.
Его самая известная книга о Грюневальде была опубликована в 1936 году и оказала значительное влияние на интерпретацию творчества этого загадочного художника. В 1956 году Адольф Макс Фогт написал об этой книге: «Книга Френгера пронизана удивительным даром видения, и то, что Френгер говорит о физиогномическом и физическом содержании изображений Грюневальда, входит в число лучших в грюневальдской литературе. Мастерская формулировка усиливает впечатление».

## Основные публикации Вильгельма Френгера
- Офорты Геркулеса Зегерса. Физиогномический эксперимент (Die Radierungen des Hercules Seghers. Ein physiognomischer Versuch. Eugen Rentsch, Erlenbach ZH 1922. Wieder: Hg., Nachwort Hilmar Frank. Reclams Universal-Bibliothek, 1068 Kunstwissenschaften. Reclam, Leipzig 1984 ZDB-ID 134899-1)
- Матиас Грюневальд в своих произведениях. Физиогномический эксперимент (Matthias Grünewald in seinen Werken. Ein physiognomischer Versuch (= Kunstbücher des Volkes. Große Reihe, 15, ZDB-ID 845178-3). Rembrandt-Verlag, Berlin 1936)
- Иероним Босх. Тысячелетнее царство. Основные принципы интерпретации. 1-е издание (Hieronymus Bosch. Das tausendjährige Reich. Grundzüge einer Auslegung. 1. Auflage. Winkler, Coburg 1947 (142 S.).
- Иероним Босх. Тысячелетнее царство. Основные принципы интерпретации. 2-е издание (Hieronymus Bosch. Das tausendjährige Reich. Grundzüge einer Auslegung. 2. Auflage. In: Castrum Peregrini. Nr. 086—088. Amsterdam 1969 (218 S.).
- Тысячелетие Иеронима Босха. Очертания новой интерпретации (The Millenium of Hieronymus Bosch. Outlines of a new Interpretation. The University of Chicago Press, Chicago IL 1951 (englisch, deutsch: Hieronymus Bosch. Das tausendjährige Reich. Grundzüge einer Auslegung. Coburg 1947.)
- Королевское тысячелетие Иеронима Босха. Эссе (Le royaume millénaire de Jérôme Bosch. Essai. Lettres Nouvelles, Paris 1966 (französisch, deutsch: Hieronymus Bosch. Das tausendjährige Reich. Grundzüge einer Auslegung. Coburg 1947. Übersetzt von Roger Lewinter)
- Йорг Ратгеб. Художник и мученик Крестьянской войны (Jörg Ratgeb. Ein Maler und Märtyrer aus dem Bauernkrieg. Herausgegeben von Gustel Fraenger und Ingeborg Baier-Fraenger. Verlag der Kunst, Dresden 1972)
- Иероним Босх (Hieronymus Bosch. Prisma, Dresden 1975, ISBN 978-976-641-040-7 (516 S., Neuauflage 1978 Prisma; 1975, 1978, 1985 Rixdorfer Verlagsanstalt; 1994, 1999 G&B Arts International)
- От Босха до Бекмана. Избранные произведения (Von Bosch bis Beckmann. Ausgewählte Schriften (= Fundus-Reihe, 47/48, ZDB-ID 254005-8) Verlag der Kunst, Dresden 1977. (Aufsätze aus der Zeit von 1920 bis 1957)
- Знак времени. От Босха до Бекмана (Zeitzeichen. Streifzüge von Bosch bis Beckmann. Vorw. Carl Zuckmayer. Verlag der Kunst, Amsterdam 1996, ISBN 90-5705-004-8)
- Матиас Грюневальд (Matthias Grünewald. C. H. Beck, München 1983, ISBN 3-364-00324-6)
- Формы комического. Лекции 1920—1921 годов (Formen des Komischen. Vorträge 1920—1921 (= Fundus-Bücher, 136). Verlag der Kunst, Dresden 1995, ISBN 3-364-00357-2)
- О природе смеха. Библиотека комиксов (Vom Wesen des Lachens. Komische Bibliothek, 1922. (Übersetzung von De l’Essence du rire et généralement du comique dans les arts plastiques (1855/1857) und zweier weiterer Essays von Charles Baudelaire)